# Gemeinschaft Unserer Lieben Frau von Walsingham

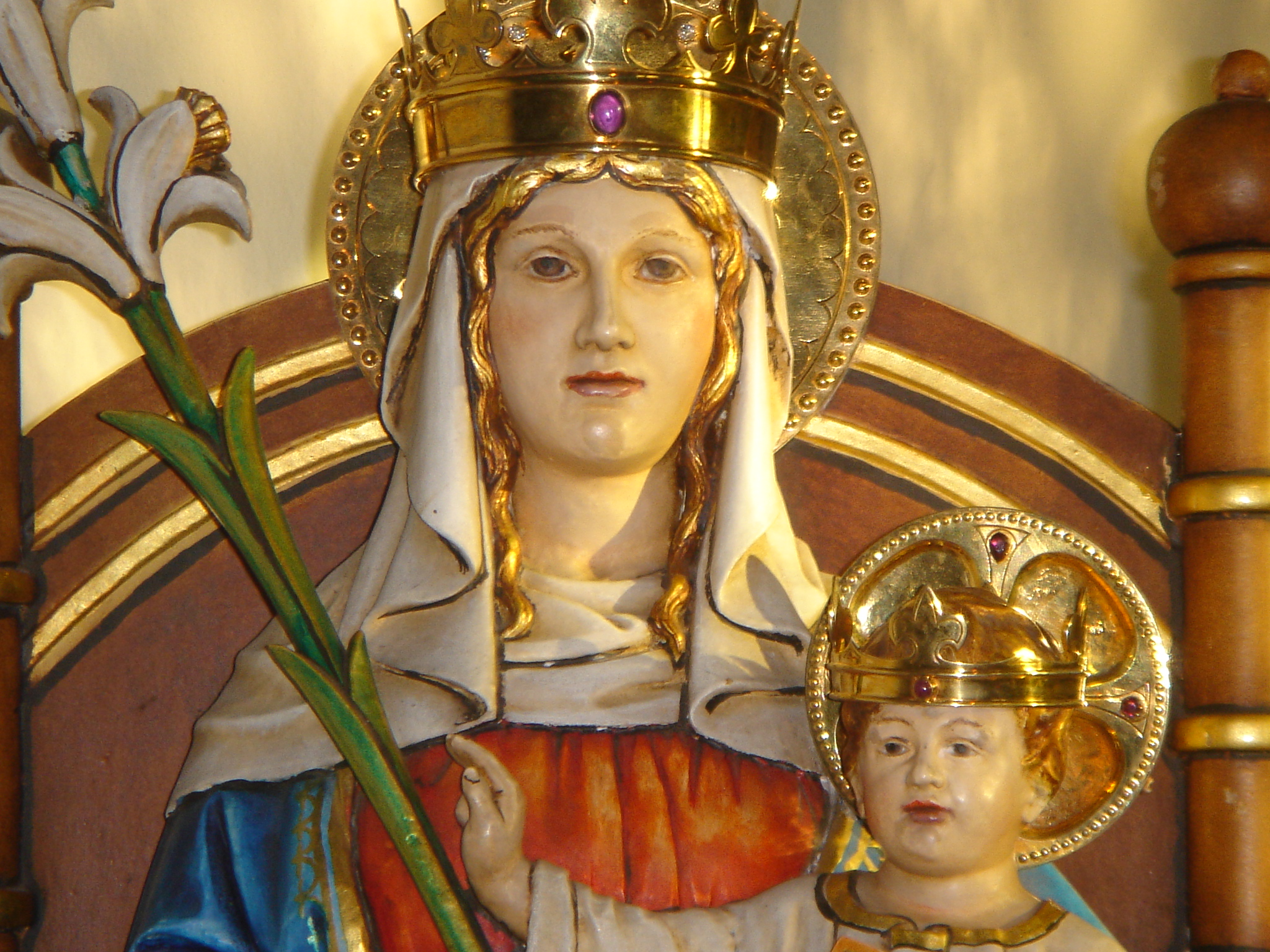
Gnadenbild Unserer Lieben Frau von Walsingham

Die Gemeinschaft Unserer Lieben Frauen von Walsingham (engl.: Community of Our Lady of Walsingham, Abkürzung: COLW) ist eine römisch-katholische Ordensgemeinschaft von Frauen und Männern. Sie wurde am 6. Januar 2004 im Erzbistum Westminster gegründet und steht in der Tradition der Karmelitinnen. Die Namensgebung wird auf den englischen Wallfahrtsort  Walsingham, auch bekannt als England’s Nazareth, zurückgeführt. Hier befindet sich das Gnadenbild Unserer Lieben Frau von Walsingham.

## Geschichte
Der Ursprung der Gemeinschaft liegt in dem Wunsch, junge Menschen zu unterstützen, die sich zum religiösen Leben berufen fühlen. 1999 entstand zunächst eine „Vocations-Gruppe“ (Vocation –  dt.:   Berufung). Die Gründungsmitglieder entschlossen sich, nach einer bestimmten Ausbildungs- und Vorbereitungszeit zu ein Leben nach den Evangelischen Räten.
Im Jahr 2006, am Festtag Verkündigung des Herrn (25. März), legten die ersten beiden Mitglieder aus der Gründungsgruppe ihre Profess in der  Kathedrale von Westminster ab. Die Feier leitete Weihbischof John Arnold in  Westminster. Im Sommer 2008 traten die ersten Männer in die Gemeinschaft ein, die als Ziel eine Gemeinschaft aus Priestern und Laien nennt.

## Gemeinschaft und Arbeit
Die Mitglieder führen ein gemeinschaftliches Leben. Sie wollen mit ihrer Arbeit die kirchliche Berufskultur in Kirche und Gesellschaft fördern. Ihre Arbeit weihen sie der Gottesmutter Maria und betrachten sie als Vorbild ihres Gemeinschaftslebens. Die Mitglieder der COLW begleiten junge Menschen auf den Weg in die christliche Berufung. Seit 1. September 2004 leitet die Gemeinschaft in Abbotswick ein offenes Haus des Gebetes.